# NVIDIA SHIELD Portable
NVIDIA SHIELD Portable（エヌビディア・シールド・ポータブル）はNVIDIAが開発した携帯型ゲーム機。Androidを搭載している。2013年1月7日にCESにて発表された。当初の名称はProject SHIELDであったが、正式名称として2013年5月14日にSHIELDと改称され、同年7月31日北米で発売された。 2014年7月22日、「SHIELD Tablet」の発表に伴い、SHIELD Portableに改称された。

## ハードウェア
2013年1月に発表されたプロトタイプはXbox 360用コントローラに似た形状の本体にフリップアップ式5インチタッチスクリーンディスプレイが備わっている。画面解像度は1280×720ピクセル。

## ソフトウェア
「Google Play」やNVIDIA運営の「Tegra Zone」を利用する。

## PCゲームストリーミング
NVIDIAの対応グラフィックカード搭載PC上で動作するWindows用ゲームのリモートプレイが可能である。
対応GPUについては「NVIDIA GeForce GTX 650」以上が必要とされる。

## 開発
NVIDIAのCEOであるジェン・スン・ファンによれば、SHIELDとは汎用デバイスの進化に伴いビデオゲームのビジネスモデルが旧来のクローズドなものからオープンなものに変化しつつある情勢に対応したAndroidデバイスであるという。そして「我々がSHIELDで提供しようとしているのは、もっとAndroidゲームを楽しめるようにすることだ。発想の基本が違うので、NVIDIAはゲーム機メーカーとは全く競合していない」と発売前に述べている。同時に、ゲーム機のライフサイクルとは異なり、Tegraのバージョンアップに合わせてSHIELDも毎年バージョンアップしていく意向を示した。
しかし、2014年1月、NVIDIAはTegra 4の後継SoCであるTegra K1を発表したが、本機のバージョンアップモデルは発表されなかった。その後、2014年7月、Tegra K1を搭載し、コントローラを無線式として分離したタブレット型の「SHIELD Tablet」が発表された。その際に本機は「SHIELD Portable」に改称された。 なお、Shield TabletはSHIELD Portableとは異なり、日本国内での発売が発表された。

## 沿革
- 2013年1月7日：CESにて発表される。
- 2013年5月14日：Project SHIELDからSHIELDに改称。価格を$349.99と発表。
- 2013年6月20日：価格を$299に値下げ。発売日を6月27日と発表。[11]
- 2013年6月26日：発売を7月に延期。理由はサードパーティーの部品に関係するもの。[12]
- 2013年7月31日：発売。
- 2013年11月29日：価格を$249.99に値下げ。[13]
- 2014年3月25日：価格を期間限定で$199に値下げ。併せて自宅外からのリモートプレイを可能とするRemote GameStreamのアップデートを告知。[14]
- 2014年7月22日：「SHIELD Tablet」が発表され、従来の「SHIELD」は「SHIELD Portable」に改称される。